# Эйсселстейн
Эйсселстейн (нидерл. IJsselstein) — город и община в Нидерландах, в провинции Утрехт. Эйсселстейн получил городские права в 1331 году. Своё название он получил по названию реки Холландсе-Эйссел, которая течёт через город. Вместе с соседними Хаутеном и Ньивегейном, это крупный пригород Утрехта, тесно с ним связанный (в частности, благодаря линиям скоростного трамвая, которые обслуживают этот район). Он окружен общинами Утрехт, Монтфорт, Лопик, Вианен и Ньивегейн.

## История
Эйсселстейн возник как поселение возле замка Эйсселстейн, о котором впервые упоминается в 1279 году, когда он был включён во владения Гейсбрехта ван Амстела. Позже он также назвал себя Гейсбрехтом ван Эйсселстейном.
Предположительно в 1310 году деревня получила права города. 1310 год был основополагающим для Эйсселстейна. Тогда была освящена церковь Николаскерк, зарегистрирован браке Марии ван Авеснес и Арнауда ван Амстела, издан акт, согласно которому с тех пор было разрешено проводить три ярмарки в год. Примерно в 1390 году он был обнесен стеной, возможно, во второй раз. В 1418 году он был разрушен Якобой Баварской по просьбе Утрехта, а в 1466 году бандами из Гельдерна. Во время реконструкции после 1466 года город был обнесен стеной, которая была примерно вдвое меньше, чем ранее: территория, образованная нынешним районом Ньивпорт, не была включена. После нападения Флориса ван Эйсселстейна на Утрехт в 1482 году последовала осада Эйсселстейна Утрехтом, которая повторилась в 1511 году.
В 1551 году Эйсселстейн был присоединён к владениям Вильгельма Оранского в результате его брака с Анной ван Эгмонд.

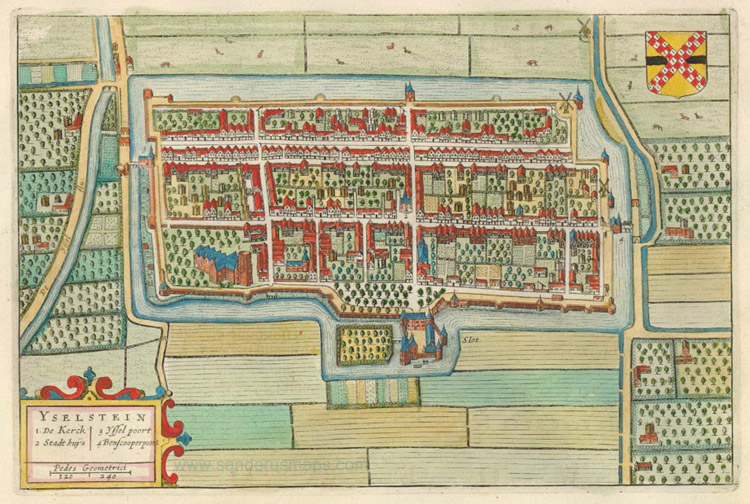
Эйсселстейн в 1649 г. из Большого Атласа фон Блау

Вильгельм и его преемники, принцы Оранские, не обращали особого внимания на свои мелкие феодальные владения, но под властью Фризо Оранского, который унаследовал баронство после смерти бездетного Вильгельма III, Эйсселстейн в XVIII веке стал небольшой офшорной зоной. В республике наряду с семью регионами в XVIII веке существовало несколько независимых мини-государств. Один из них был Эйсселстейн. В отличие от других независимых владений, бароны использовали свою автономию не столько для предоставления убежища преступникам, сколько для создания офшорной зоны, которая привлекала богатых жителей со всей республики. Низкие налоговые ставки больше всего привлекали арендодателей. Эйсселстейн был менее привлекателен для банкротства предпринимателей и частных лиц. Такая положение было очень выгодно для города.
Мария Луиза Гессен-Кассельская, регент Вильгельма IV, имела резиденцию в Эйсселстейне. Здесь были канализация и латинская школа. Для детей состоятельных жителей была школа фехтования.
Поскольку центральная власть в Республике Соединённых провинций была слабой, а позиция сторонников штатгальтера — сильной, только Батавская революция положила конец исключительному положению Эйсселстейна и других анклавов в конце XVIII века. Утраченная автономия в налоговой сфере вызвала большой экономический спад.
Высокие общие налоги того времени были также введены и в Эйсселстейне. Поэтому большая часть рантье покинула баронство. Кроме того, другие источники дохода, такие как выращивание конопли для производства канатов, были затронуты наполеоновской континентальной блокадой, которую французы ввели в 1806 году и запретили торговлю между европейским континентом и Великобританией. В XIX веке Эйсселстейн столкнулся с большой нищетой. Только после Второй мировой войны Эйсселстейн, теперь в качестве пригорода, снова расцвёл.

## Население
| Год  | Численность | Численность |
| ---- | ----------- | ----------- |
| 1815 | 2622        | [ 5 ]       |
| 1830 | 3010        | [ 6 ]       |
| 1840 | 3271        | [ 6 ]       |
| 1849 | 3054        | [ 6 ]       |
| 1859 | 3254        | [ 6 ]       |
| 1869 | 3226        | [ 6 ]       |
| 1879 | 3286        | [ 6 ]       |
| 1889 | 3466        | [ 6 ]       |
| 1899 | 3622        | [ 6 ]       |
| 1909 | 4024        | [ 6 ]       |
| 1930 | 4866        | [ 6 ]       |
| 1947 | 5285        | [ 6 ]       |
| 1960 | 6931        | [ 6 ]       |
| 1971 | 11 564      | [ 6 ]       |
| 1980 | 16 753      | [ 6 ]       |
| 1990 | 21 017      | [ 6 ]       |
| 2000 | 30 923      | [ 6 ]       |
| 2010 | 34 348      | [ 6 ]       |
| 2016 | 34 102      |             |
| 2017 | 34 208      | [ 7 ]       |
| 2018 | 34 302      | [ 7 ]       |
| 2019 | 34 160      | [ 7 ]       |
| 2020 | 34 109      | [ 8 ]       |
| 2021 | 33 819      | [ 2 ]       |

## Галерея

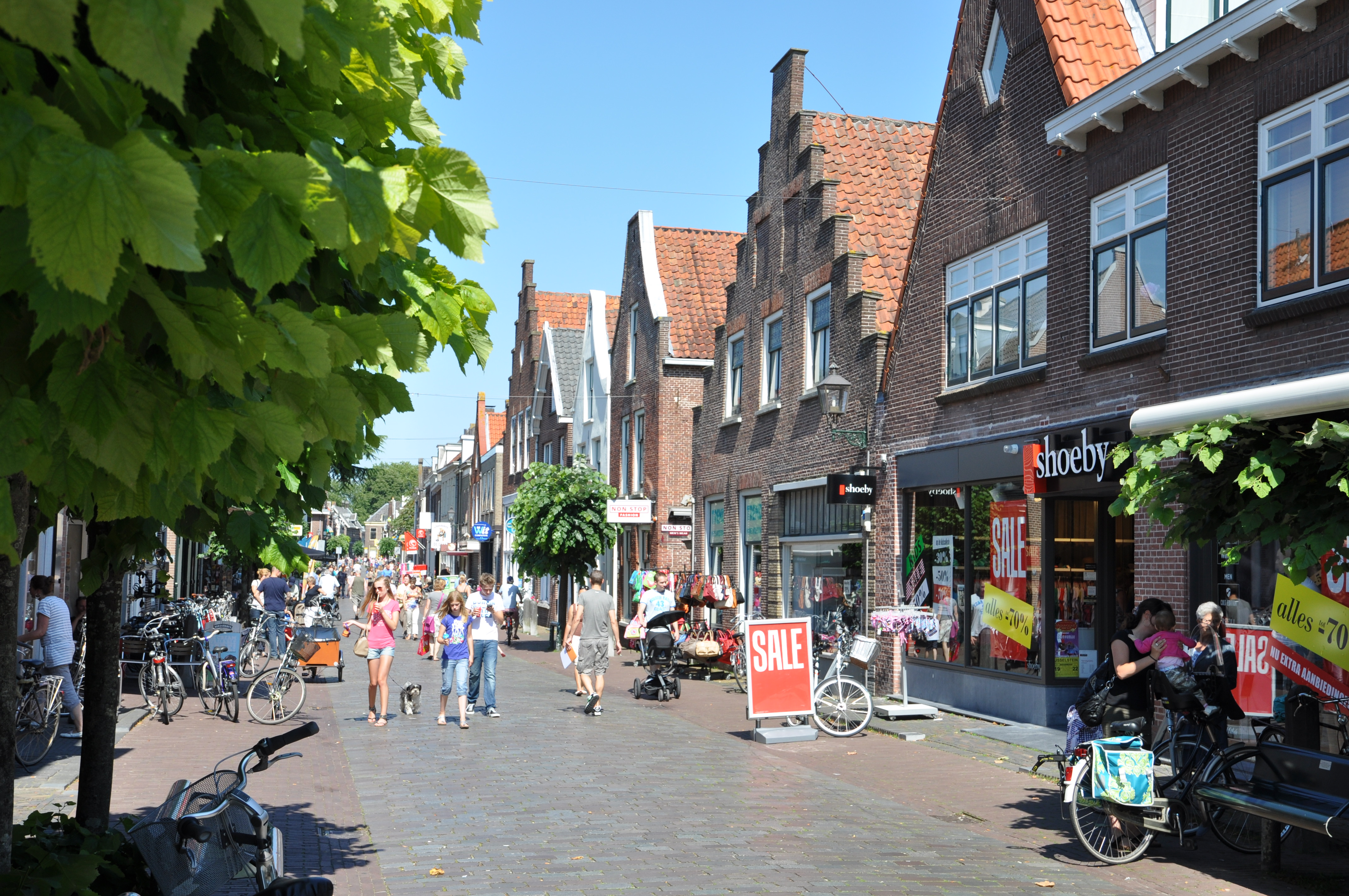
Улица Винкельстрат
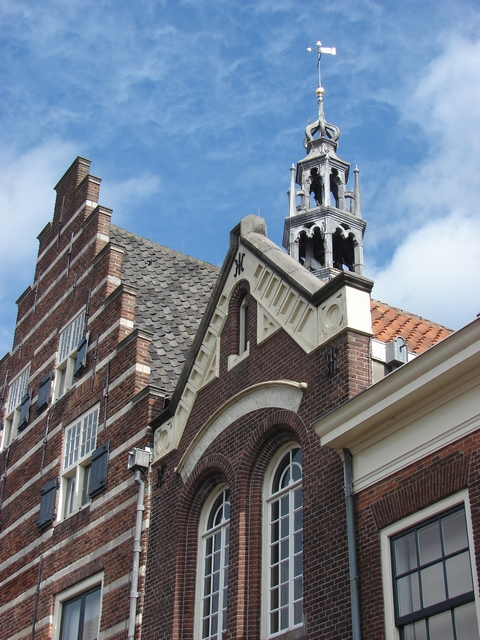
Центр
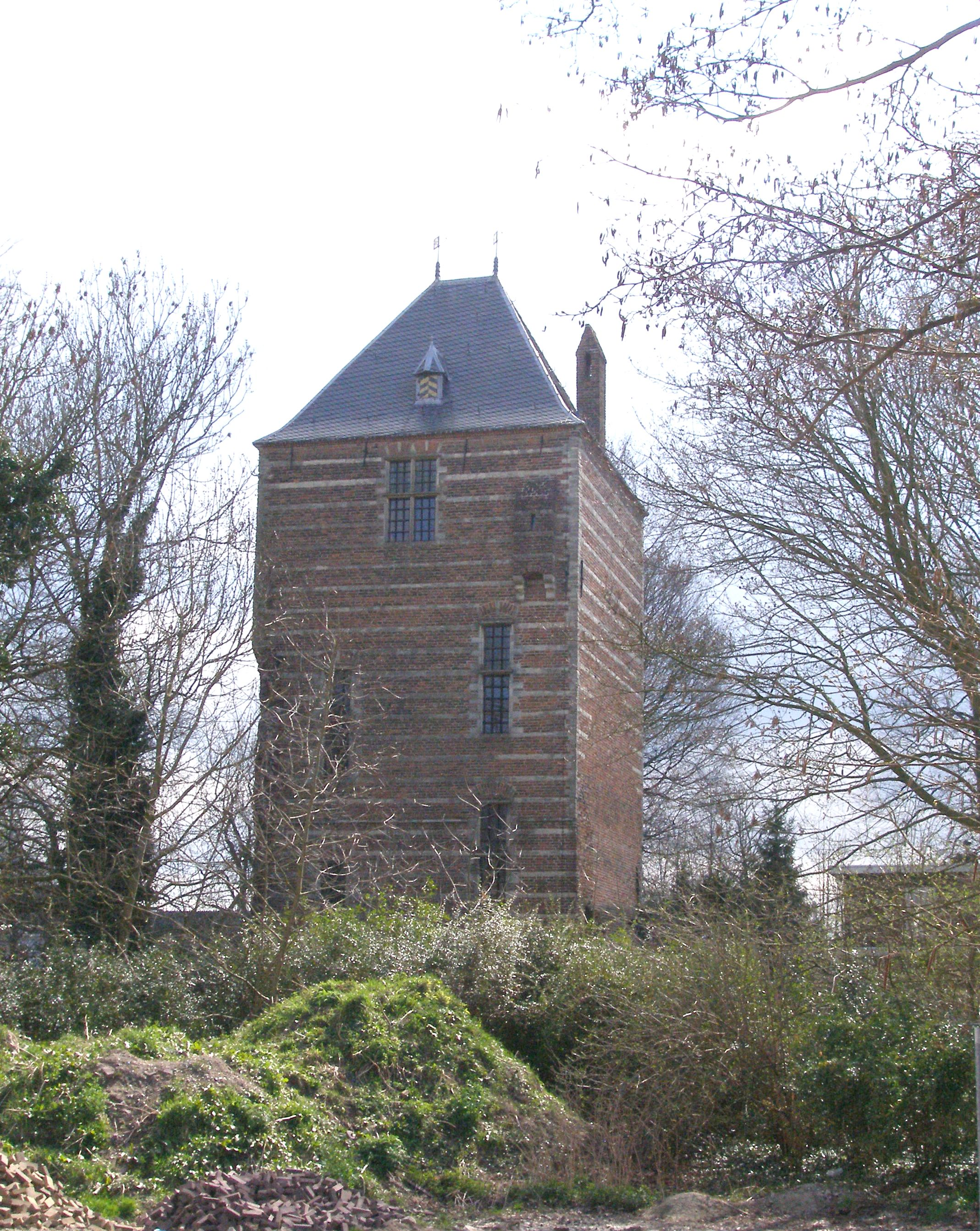
Сохранившаяся башня замка Эйсселстейн
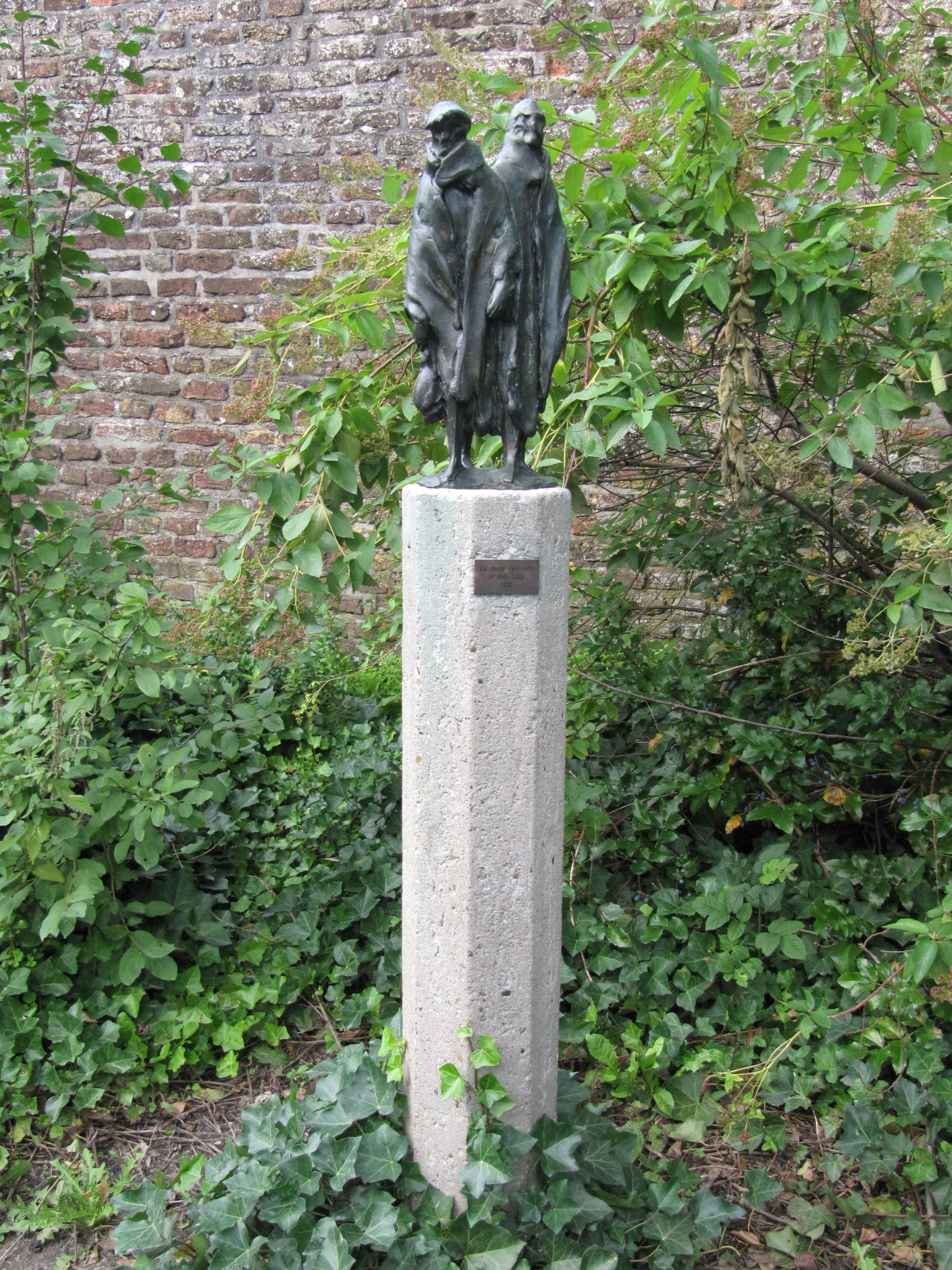
Два странника, скульптор Ян ван Лёйн
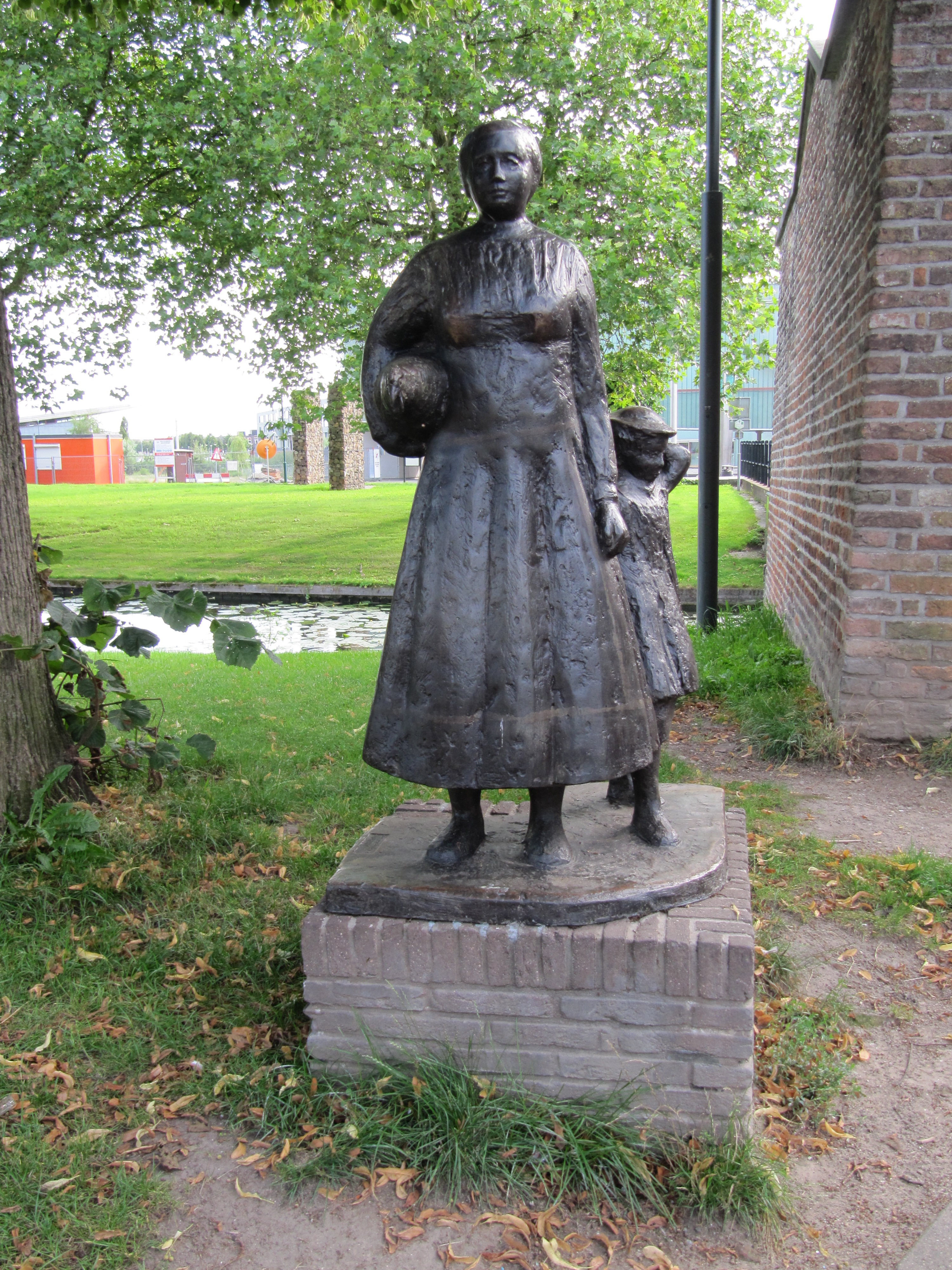
Женщина с ребёнком и курицей, скульптор Лукас ван Бладерен
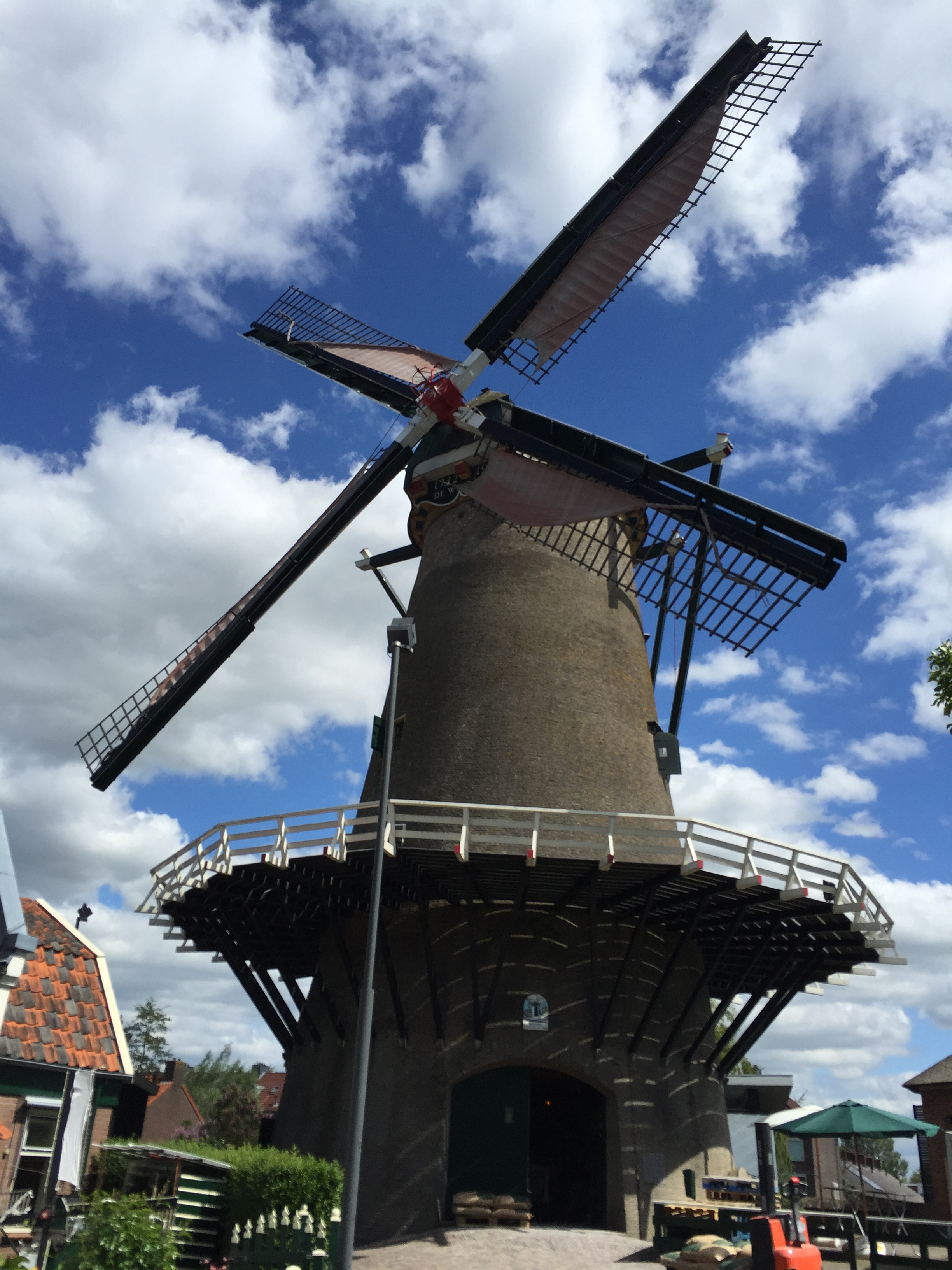
Ветряк

## Персоналии
- Мишел Ворм — нидерландский футболист, родился в Эйсселстейне.